# Freeheld (2007)
Freeheld é um documentário de 2007 dirigido por Cynthia Wade.

## Adaptação
Um longa-metragem baseado no documentário, dirigido por Peter Sollett e estrelado por Elliot Page e Julianne Moore, foi lançado em outubro de 2015.